# Czerwona Wieś (przystanek kolejowy)
Czerwona Wieś – zlikwidowany wąskotorowy przystanek osobowy i ładownia w Czerwonej Wsi, na wąskotorowej linii kolejowej Rakoniewice Wąskotorowe – Krzywiń, w powiecie kościańskim, w województwie wielkopolskim, w Polsce.